# Butterleigh
Butterleigh – wieś w Anglii, w hrabstwie Devon, w dystrykcie Mid Devon.